# Cricoidoscelosidae
De Cricoidoscelosidae zijn een familie van uitgestorven kreeftachtigen uit de klasse van de Malacostraca (hogere kreeftachtigen).

## Geslacht
- Cricoidoscelosus Taylor, Schram & Shen, 1999 †